# Poilcourt-Sydney
 Poilcourt-Sydney  là một xã ở tỉnh Ardennes, thuộc vùng Grand Est ở phía bắc nước Pháp.